# Шантелуп (Манш)
Шантелуп (фр. Chanteloup) насеље је и општина у северној Француској у региону Доња Нормандија, у департману Манш која припада префектури Кутанс.
По подацима из 2011. године у општини је живело 333 становника, а густина насељености је износила 79,86 становника/km². Општина се простире на површини од 4,17 km². Налази се на средњој надморској висини од 50 метара (максималној 72 m, а минималној 24 m).

## Демографија
| 1962. | 1968. | 1975. | 1982. | 1990. | 1999. | 2011. |
| ----- | ----- | ----- | ----- | ----- | ----- | ----- |
| 176   | 190   | 149   | 159   | 185   | 241   | 333   |

График промене броја становника у току последњих година